# ميغيل أنخيل كورديرو
ميغيل أنخيل كورديرو (بالإسبانية: Miguel Ángel Cordero Sánchez)‏ هو لاعب كرة قدم إسباني في مركز الوسط، ولد في 10 سبتمبر 1987 في نبريشة في إسبانيا. لعب مع أيك أثينا وريال مدريد ونادي خيريث.

## وصلات خارجية
- ميغيل أنخيل كورديرو على موقع إي إس بي إن إف سي (الإنجليزية)
- ميغيل أنخيل كورديرو على موقع قاعدة بيانات كرة القدم.إي يو (الإنجليزية)
- ميغيل أنخيل كورديرو على موقع Soccerway.com (الإنجليزية)
- ميغيل أنخيل كورديرو على موقع AS.com (الإسبانية)